# Girst (Rosport-Mompach)
Girst (luxemburgisch Giischtⓘ) ist ein Ortsteil der Gemeinde Rosport-Mompach, Kanton Echternach im Großherzogtum Luxemburg. 

## Lage
Girst liegt im Tal des Girsterbachs, der östlich der Ortslage in die Sauer mündet. Durch Girst verläuft die CR 370, die Richtung Westen zur Girsterklause und nach Dickweiler und Richtung Nordosten nach Hinkel führt.

## Allgemeines
Girst ist ein kleines, ländlich geprägtes Straßendorf. Einzige Sehenswürdigkeit ist die Kapelle, welche zur Pfarrei Mompach gehört.
Bis 1822 gehörte Girst zur Gemeinde Born, kam nach deren Auflösung an die Gemeinde Rosport und gehört seit dem 1. Januar 2018 zur Gemeinde Rosport-Mompach, die aus der Fusion der Gemeinden Rosport und Mompach entstanden ist.